# Rautus kyrka

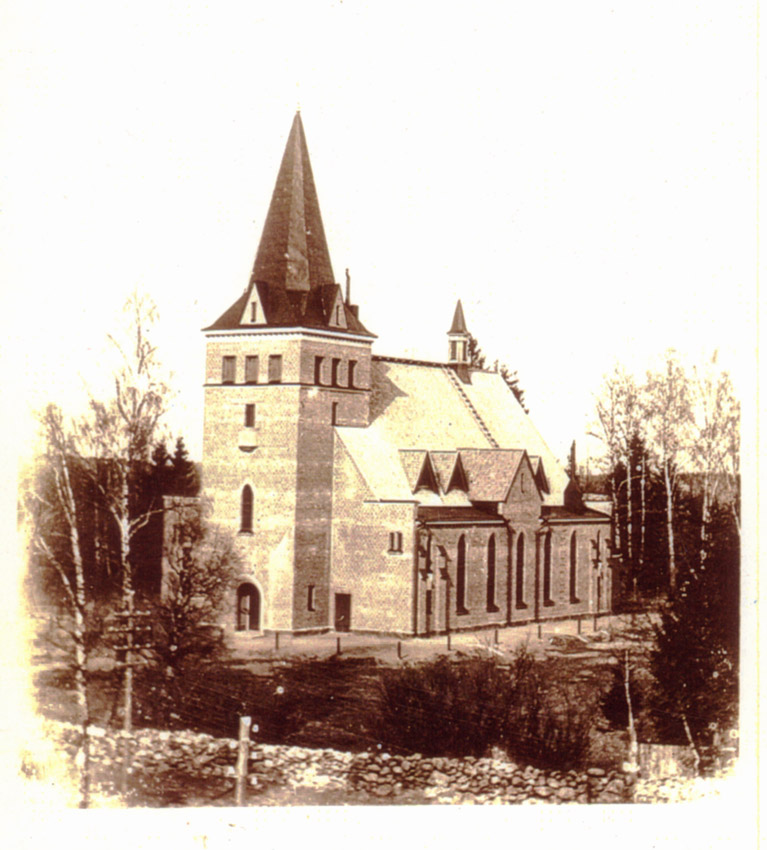
Den sjätte kyrkan i Rautus stod klar 1926 och förstördes 1939.

Rautus kyrka (fi: Raudun kirkko) (1926–1939) var en luthersk kyrka i den tidigare kommunen Rautus. En av de kommuner som Finland måste avträda till Sovjetunionen på karelska näset.

## Kyrkan byggs
Den tidigare kyrkan i Rautus brann ner våren 1918 i  det finska inbördeskriget. Den nya långkyrkan av tegel började byggas  1925 och stod klar 1926. Det ritades arkitekt Bertel Mohell från Viborg. 

## Utseende
Kyrkan var kompakt. I väster fanns ett kvadratiskt torn som delvis sköt ut ur själva kyrkbyggnaden.  På den östra gaveln fanns en lägre del som innehöll sakristia, lektionssal för konfirmander och en tambur. På det östra branta sadeltaket fanns en liten lanternin (torn). Taket över sidoskeppen hade en liten triangelformad fronton och på sidorna om den fanns små takfönster. Långsidorna var försedda med höga nygotiska fönster. Kyrksalen var indelad i tre skepp och försedd med läktare på långsidorna. Läktarna bars upp av tjocka fyrkantiga pelare. Orgelläktaren fanns i väster. Den nya kyrkan var mindre än sin föregångare, men mer praktisk och modern. Den rymde c.  1000 personer. 

## Inredning
Kyrkan hade ingen altartavla utan ett högt svart kors, som hade målade strålar som bakgrund. Kyrkans orgel hade 25 stämmor.

## Kyrkan förstörs

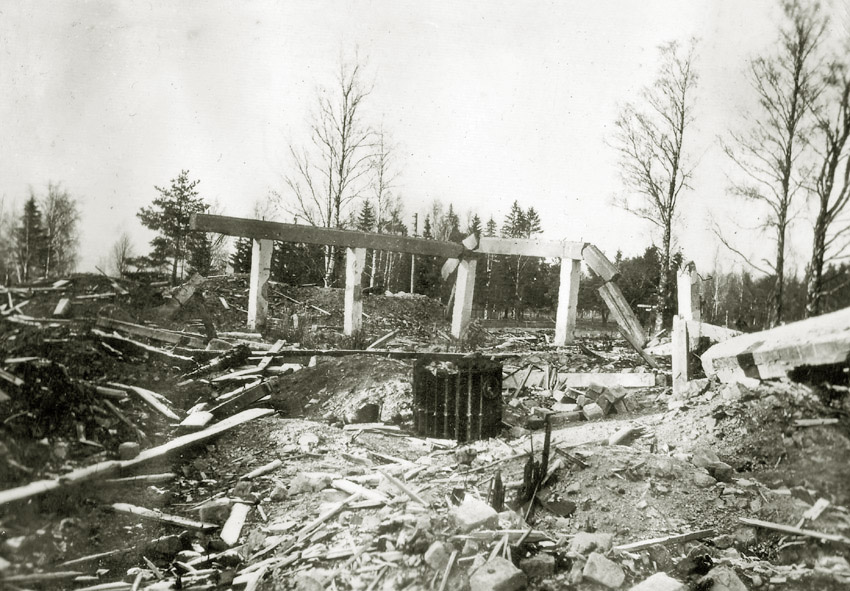
Kyrkans ruiner sommaren 1942.

När Vinterkriget började låg Rautus som gränskommun genast i  krigszonen. De små finska trupperna drog sig snabbt tillbaka till huvudförsvarslinjerna. Man ville inte lämna kyrkan i ryssarnas händer utan sprängde den innan man drog sig tillbaka.  Under fortsättningskriget byggdes ingen ny kyrka i Rautus. Av kyrkan återstår bara trapporna som ingår i det ryska kulturhuset.

## Tidigare kyrkor

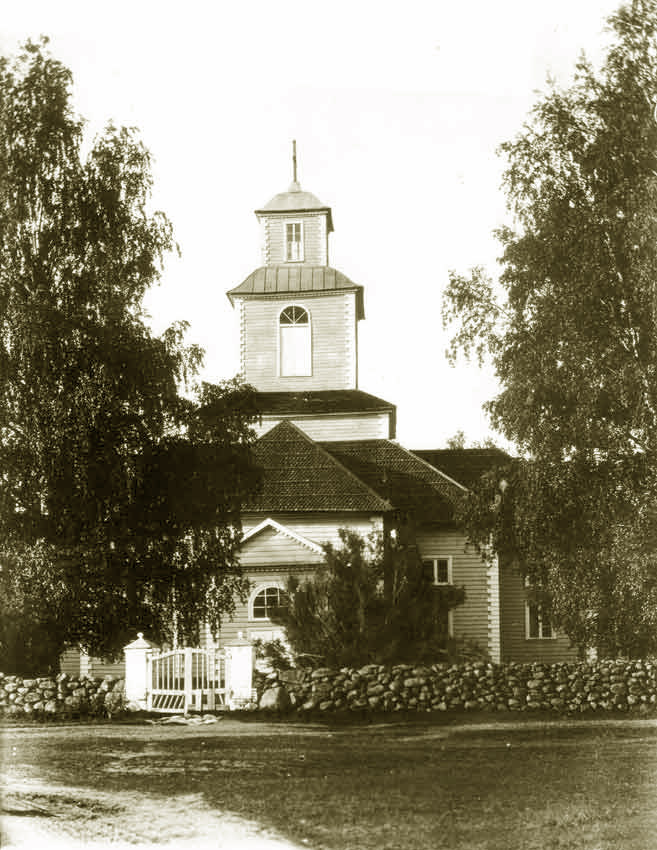
Den femte kyrkan I Rautus förstördes i kriget 1918.

Den sjätte kyrkan i Rautus blev också den sista. Den byggdese 1926 och förstördes 1939.  Den första lutherska kyrkan i Rautus fanns vid tiden för  freden i Stolbova i början av 1600-talet. Det finns få uppgifter om den första kyrkan. Den förstördes i kriget 1656. År 1665 nämns en ofullbordade kyrka, som redan 1689 är oanvändbar. Den tredje kyrkan  stod färdig sommaren 1699.  Grels Paukkunen och Martti Dyster ledde det byggnadsarbetet. Årtalet varierar litet i källorna. Den  tredje kyrkan förstördes i stora ofreden. 1728 byggdes en liten träkyrka på norra sidan av Kyrksjön. Denna fjärde kyrkan var i dåligt skick för att redan 1757 och man började planera en ny kyrka.
Den femte kyrkan i Rautus planerades av Charles Bassi  som en dubbel korskyrka och byggdes 1822-1823. Offentliga byggnader skulle uppföras av sten och därför måste man anhålla om undantagslov för en träkyrka. Kyrkan kännetecknades av det höga tornet över korsmitten. Tornet påminde om en tvådelad klockstapel. Bredvid kyrkan fanns redan en tredelad klockstapel från 1854. Den här kyrkan förstördes i sin tur under inbördeskriget våren 1918. Efter detta firades gudstjänster i sockenstugan tills den nya kyrkan stod klar 1926.

## Andra källor
- Luovutetun Karjalan luterilaiset seurakunnat (på finska)